# Hammer DeRoburt
Sir Hammer DeRoburt, OBE, GCMG; właśc. Maggabi DeRoburt (ur. 25 września 1922 na Nauru, zm. 15 lipca 1992 w Melbourne) – nauruański polityk, czterokrotny prezydent Nauru. Reprezentant okręgu wyborczego Boe.

## Życiorys
DeRoburt urodził się 25 września 1922 roku na Nauru (jako syn Franza DeRoburta). Tam też się wychowywał i uczył w Nauru Boys Secondary School. Nieco później kształcił się w Geelong Technical School w Australii. Po powrocie do kraju pracował jako nauczyciel (1940-1942).
W sierpniu 1942 roku przeżył dokonaną przez Japończyków deportację wszystkich mieszkańców Nauru: wraz z większością ludności, został deportowany na wyspy Chuuk, gdzie przebywał do 1946 roku. W latach 1947–1951 ponownie pracował w oświacie w swoim rodzinnym kraju. W 1955 roku został członkiem Lokalnej Rady Samorządowej Nauru; w tym samym roku wybrano go również na jej przewodniczącego, którym to był do 1966 roku (potem instytucja ta straciła na ważności). Następnie przez dwa lata był przewodniczącym i członkiem Rady Legislacyjnej Nauru. 31 stycznia 1968, czyli w dniu uzyskania niepodległości przez Nauru, został Przewodniczącym Rady Państwa Nauru, a 18 maja oficjalnie zaprzysiężono go na prezydenta kraju. Urząd sprawował do 22 grudnia 1976 roku, kiedy zastąpił go Bernard Dowiyogo. W latach 1976–1978 był liderem opozycji, a 11 maja 1978 roku po raz drugi został zaprzysiężony na urząd prezydenta. Rządził państwem, z kilkutygodniowymi przerwami, do 17 sierpnia 1989 roku (dwukrotnie zmieniał się z Kennanem Adeangiem, który sprawował władzę łącznie przez około 25 dni). Za czasów prezydentury był m.in. ministrem spraw wewnętrznych, ministrem spraw zagranicznych oraz ministrem ds. branży fosforytowej.
W latach 1973–1976 DeRoburt sprawował urząd kanclerza Uniwersytetu Południowego Pacyfiku, a przedstawiciele tegoż uniwersytetu nadali mu tytuł doktora honoris causa (1976). Z kolei w 1982 roku otrzymał honorowy tytuł szlachecki z rąk brytyjskiej królowej Elżbiety II. DeRoburt jest ponadto kawalerem dwóch odznaczeń: Orderu Imperium Brytyjskiego oraz Orderu św. Michała i św. Jerzego. Zmarł w wieku 69 lat w Melbourne w Australii.
DeRoburt jest uznawany za jednego z „ojców” nauruańskiego narodu i nauruańskiej niepodległości.
Hammer DeRoburt tak naprawdę miał na imię Maggabi – „Hammer” to najprawdopodobniej pseudonim, którego używał przez całe życie.